# Parafia Narodzenia Najświętszej Maryi Panny w Swarzewie
Parafia Narodzenia Najświętszej Maryi Panny w Swarzewie – rzymskokatolicka parafia należąca do dekanatu Puck archidiecezji gdańskiej. Została założona ok. 1500. Mieści się przy ulicy ks. Pronobisa. Prowadzą ją księża diecezjalni.